# Tanjung Lubuk (Tanjung Lubuk)
Tanjung Lubuk is een bestuurslaag in het regentschap Ogan Komering Ilir van de provincie Zuid-Sumatra, Indonesië. Tanjung Lubuk telt 2468 inwoners (volkstelling 2010).